# Miguel Gerónimo Seminario y Jaime
Miguel Gerónimo Seminario y Jaime (Piura, 1765 - 1823) fue un hacendado peruano. Es considerado como precursor de la independencia del Perú habiendo incluso proclamado la independencia de Piura el 4 de enero de 1821. Fue miembro de las primeras generaciones de la familia Seminario de gran importancia histórica en el departamento de Piura durante el siglo XIX. Fue uno de los más grandes propietarios rurales del norte del Perú.

## Biografía
Miguel Seminario nació en 1765 en la ciudad de San Miguel de Piura. Su padre fue el militar limeño Manuel Joseph de Seminario y Saldívar y su madre fue la dama piurana Isabel Jaime de los Ríos. La casa en la que nació (ubicada en la intersección de las calles Lima e Ica) es considerada Patrimonio Histórico de la Nación.
A los 35 años tomó la decisión de promover la causa liberal. En Cabildo abierto la mayoría de los piuranos tomaron la decisión de proclamar la independencia en la iglesia San Francisco; Seminario hizo una labor de proselitismo activo.
Se casó en 1814 con Manuela Váscones de Taboada con quien tuvo 8 hijos. Posteriormente se casó con Juliana Bezada con quien tuvo dos hijos más: Manuel y Felipa Seminario Bezada. Entre sus hijos destacan el político Manuel Seminario y Váscones y el militar Augusto Seminario y Váscones que llegó a ocupar la vicepresidencia del Perú.
Falleció en Piura el 22 de abril de 1851 y fue enterrado en el Cementerio de San Teodoro.